# Don (album Vacca)
Don è l'ottavo album in studio del rapper italo-giamaicano Vacca pubblicato il 19 gennaio 2018 dall'etichetta Solo Bombe.

## Tracce
1. Don – 2:34
2. A10A – 2:42
3. Polpette (feat. Kerim & Nashley) – 3:45
4. Aeroplanino di carta – 4:04
5. Con tante (feat. Giaime) – 3:33
6. Madrelingua (feat. Amill Leonardo) – 3:24
7. C'est la vie (feat. Jamil) – 3:17
8. Blood a blood (feat. Inoki) – 3:12
9. Vado vedo e prendo (feat. Ghile & Dium) – 3:34
10. Canne da baseball – 3:07
11. Grateful – 4:33

## Classifiche
| Classifica (2018) | Posizione massima |
| ----------------- | ----------------- |
| Italia            | 40                |